# Francesc d'Assís Pons Alzina
Francesc d'Assis Pons Alzina, (Es Migjorn Gran, 11 d'agost de 1817 - Maó, 29 d'octubre de 1890) fou un pintor i polític balear que s'especialitzà en el retrat i la decoració.
Pons Alzina fou deixeble del pintor ciutadellenc Andreu Galbis (1797-1874). A la Sala de l'Ajuntament de Maó, cinc dels trenta-set retrats que conté són obra de Pons Alzina. Col·leccions privades menorquines també conserven retrats de menorquins que ell va pintar.
Els darrers trenta anys de la seva vida els dedicà al Teatre Principal de Maó per al qual pintà els telons de boca Verd (1860) i el Vermell (1871), a part de nombroses decoracions per a representacions dramàtiques i operístiques que reberen gran acceptació del públic. També pintà la boca de l'escenari i el teló del Teatre del Born de Ciutadella, que es va inaugurar el 1875.
Fou un polític republicà federal, seguidor de Pi i Margall i el primer alcalde escollit democràticament de Maó (1872-1874), destituït pel cop d'estat del general Pavía que acabà amb la Primera República.